# 안젤린 킨토
안젤린 킨토(Angeline Quinto, 1989년 11월 26일 ~ )는 필리핀의 가수, 배우이다.

## 참여 작품
- 앙 프로빈샤노
- 후와그 캉 망암바